# Бурлаченко, Павел Алексеевич
Павел Алексеевич Бурлаченко (род. 7 апреля 1976) — российский легкоатлет, специалист по прыжкам с шестом. Выступал на профессиональном уровне в 1995—2014 годах, чемпион России, победитель и призёр первенств всероссийского значения, участник ряда крупных международных стартов, в том числе чемпионата Европы в Будапеште. Представлял Москву. Мастер спорта России международного класса. Также известен как тренер по физической подготовке, личный тренер хоккеиста Александра Овечкина.

## Биография
Павел Бурлаченко родился 7 апреля 1976 года.
Занимался лёгкой атлетикой в Москве, проходил подготовку под руководством тренера Владимира Ильича Шульгина.
Впервые заявил о себе в лёгкой атлетике в сезоне 1995 года, когда выступил в прыжках с шестом на международном турнире в Братиславе.
В 1996 году одержал победу на турнире в Швехате и на Мемориале Куца в Москве.
В 1997 году занял седьмое место на молодёжном европейском первенстве в Турку.
В 1998 году помимо прочего стал четвёртым на зимнем чемпионате России в Москве и с результатом 5,75 одержал победу на летнем чемпионате России в Москве. Благодаря череде удачных выступлений удостоился права защищать честь страны на чемпионате Европы в Будапеште — в финале прыжков с шестом показал результат 5,50 метра, расположившись в итоговом протоколе соревнований на седьмой строке.
На чемпионате России 1999 года в Туле взял бронзу.
В 2001 году выиграл бронзовую медаль на зимнем чемпионате России в Москве, тогда как на международном турнире в Претории установил свой личный рекорд в прыжках с шестом на открытом стадионе — 5,86 метра.
На чемпионате России 2002 года в Чебоксарах был седьмым.
В 2005 году занял восьмое место на чемпионате России в Туле.
В 2007 году показал 13-й результат на чемпионате России в Туле.
В 2010 году стал четвёртым на зимнем чемпионате России в Москве и 11-м на летнем чемпионате России в Саранске.
Завершил спортивную карьеру по окончании сезона 2014 года. За выдающиеся спортивные достижения удостоен почётного звания «Мастер спорта России международного класса».
Впоследствии проявил себя как тренер по физической подготовке, известен многолетним сотрудничеством с хоккеистом Александром Овечкиным.